# Temps mètric
El temps mètric és la mesura de l'interval de temps utilitzant el sistema mètric decimal, que defineix el segon com la unitat bàsica de temps, i diverses unitats múltiples i submúltiples formats amb prefixos mètrics, com quilosegons i mil·lisegons. No defineix l'hora del dia, ja que és definida per diverses escales de temps, que poden basar-se en la definició del segon mètric. Altres unitats de temps, el minut, hora i dia, s'accepten per al seu ús amb el sistema mètric modern, però no en formen part.

## Història
Quan el sistema mètric decimal va ser introduït a França el 1795, va incloure les unitats de longitud, àrea, volum sec, la capacitat de líquids, pes o massa, i la moneda, fins i tot, però no pel temps. El temps decimal del dia s'havia introduït a França dos anys abans, però es va posposar a la inauguració del sistema mètric, i no segueix el patró mètric d'una unitat base i unitats prefixades. James Clerk Maxwell i Elihu Thomson (a través de l'Associació Britànica per l'Avanç de la Ciència - BAAS) va presentar el sistema d'unitats centímetre-gram-segon (CGS) el 1874, per tal d'obtenir les unitats mètriques elèctriques i magnètiques, seguint la recomanació de Carl Friedrich Gauss l'any 1832.
L'efemèride del segon (definit com a 1 / 86400 d'un dia solar mitjà) com una de les unitats de base original del sistema mètric modern, o Sistema Internacional d'Unitats (SI), és la 10a Conferència General de Pesos i Mesures (CGPM) l'any 1954. El segon segons el SI va ser redefinit més tard amb més precisió com la durada de 9.192.631.770 períodes de la radiació corresponent a la transició entre els dos nivells hiperfins de l'estat fonamental de l'àtom de cesi 133.

## Unitats alternatives
S'han formulat nombroses propostes alternatives per a la unitat base del temps mètric. En 28 de marc de 1794, el president de la comissió que desenvolupava el sistema mètric, Joseph Louis Lagrange, proposà en un informe a la comissió els noms déci-jour i centi-jour (deci-dia i centi-dia). Les unitats base equivalents a les divisions decimals del dia, com ara 1/10, 1/100, 1/1000, o 1/100,000 de dia, o d'altres divisions del dia, com 1/20 o 1/40 de dia, també han estat proposades, amb noms com, tick, meck, chi, chron, moment, etc., i unitats múltiples i submúltiples formades amb prefixos mètrics. Tals unitats alternatives no han aconseguit acceptació notable, tanmateix ha estat per manca de familiaritat i divulgació.
El segon modificat = 1/100 000 d'un dia = 0.864 s podria ser una alternativa viable. Qualsevol redefinició del segon, però, crea conflictes amb tot allò basat amb l'actual definició precisa del segon. Una altra unitat per al temps, més familiar que d'altres suggerides, podria ser 14.4 minuts, un “quart d'hora” més curt que l'actual, o un centiday-centidia, tal com va proposar Lagrange. El centidia va ser emprat a la Xina, anomenat ke en xinès durant centenars d'anys.
Durant el segle xix, M.J. de Rey-Pailhade proposà l'ús del centidia, abreviat cé, dividit en 10 decicés, 100 centicés, 1000 millicés. i 10000 miracés.
En 1897, la Commission de décimalisation du temps va ser creada per l'Oficina de Longitud Francesa, amb el matemàtic Henri Poincaré com a secretari. La Comissió proposà fer de l'hora estàndard la unitat bàsica del temps mètric, però la proposta no va guanyar adeptes i fou eventualment abandonada.

## Significats alternatius
El temps mètric s'utilitza de vegades per anomenar el temps decimal. El temps mètric amb propietat es refereix al mesurament de l'interval de temps, mentre que el temps decimal es refereix al temps que ha transcorregut del dia. L'hora estàndard del dia es defineix per diferents escales de temps, com UTC, que són en general basades en la unitat base mètrica de temps, el segon. Algunes de les propostes alternatives per a les unitats de temps mètriques van acompanyades d'escales de temps decimal per dir l'hora del dia basada en aquestes unitats alternatives. Altres propostes anomenades "temps mètric" només fan referència al temps decimal i, per tant, no són veritablement mètriques.
El temps decimal francès de vegades s'anomena "temps mètric", ja que es va introduir en la mateixa època que el sistema mètric decimal i els dos van ser decimals, però no era part del decret de creació del sistema mètric original i les seves unitats van ser nomenats per a l'hora, minut i segon, en lloc, d'utilitzar prefixos mètrics. Altres estàndards de temps decimal, com el Swatch Internet Time, no es consideren temps mètric.

## Informàtica
En informàtica, almenys internament, el temps mètric ha aconseguit l'ús generalitzat de la facilitat en la computació. El temps Unix dona la data i l'hora com el nombre de segons des d'1 de gener de 1970, i FILETIME de Microsoft en múltiples de 100 ns des de l'1 de gener de 1601. VAX / VMS utilitza el nombre de 100ns des del 17 de novembre de 1858 i RISC OS el nombre de centisegons des d'1 de gener de 1900. Cap d'aquests sistemes són estrictament lineals, ja que tenen discontinuïtats que es manifesten com el segon de salt.

## Problemes
El principal problema de temps mètric es troba en les unitats. El Sistema Internacional d'unitats només s'ha desenvolupat pel que fa als prefixos 10 unitats de manera exponencial en les direccions múltiples i submúltiple. Els tres primers múltiples seria viable per a l'ús dins d'un sistema de temps mètriques, són 10¹ (decasegon = 10 segons), 10² (hectosegon = 100 segons, 1.666 minuts) i 103 (quilosegon = 1.000 segons, 16.666 minuts), respectivament. No obstant això, el quart valor en les unitats del SI és de 10⁶ (megasegon = 1.000.000 segons, 16 666.666 minuts, 277.777 hores; 11.574 dies). Seguit per 10⁹ (gigasegon = 1000000000 segons, 16.666 666.666 minuts; 277 777,777 hores, 11 574.074 dies; 31.689 anys), una unitat relativament poc viable amb la qual mesurar el temps amb concepció humana i la vida d'un humà. Perquè aquest sistema de prefixos mètrics, siga més útil, les unitats estàndard i prefixos haurien de ser desenvolupats per als exponents 4t i 5è. Farien el temps mètric viable per a l'ús a vida humana. Aquests serien els següents: 

104 segons (10.000 segons; 166,6 minuts, 2.777 hores) 
10⁵ segons (100000 segons, un 666,6 minuts, 27.77 hores, 1.157 dies) 

## En la cultura popular
El temps mètric apareix en la ciència-ficció escrit en alguna ocasió. En la novel·la A Deepness in the Sky (Un abisme en el cel) de Vernor Vinge, la cultura espacial Qeng cultura Ho presenta l'ús d'unitats mètriques com ara el quilosegon i el megasegon per tots els mesuraments d'interval de temps.
Les novel·les “Accelerando” i “Glasshouse” de Charles Stross tenen diversos usos del temps mètriques, incloent quilosegons, megasegons i megaanys. En el segon cas, els éssers humans viuen en hàbitats donant voltes a estrelles nanes marrons, sense connexió persistent al Sistema Solar que va donar a llum a l'escala de temps anterior. En “Glasshouse” els personatges usen quilosegons, "megues", etc per referir-se a diferents períodes, abandonant-se l'ús de megaanys.
“L'Imperi ressuscitat” per Scott Westerfeld utilitza el temps mètric per mesurar el temps dins d'un imperi que s'estén sobre molts sistemes estel·lars.
A la televisió, l'episodi dels Simpsons "Ells cervell guardats de Lisa" té el director Skinner dient que, gràcies a la ciutat estar sota el control de Mensa, que els trens de la ciutat no només arriben a l'hora, sinó que arriben a l'hora mètrica, mentre mira a un rellotge analògic amb números de l'1 fins al 10 (que indica el temps decimal).
Una escena d'obertura de la Metròpolis de Fritz Lang, la pel·lícula de 1927 mostra un rellotge mètric amb deu números en lloc de dotze, que il·lustra la millora de l'eficiència de la societat industrial en el futur.
Una cançó de 2000 de l'àlbum musical “Veni Vidi Vicious”, per la banda sueca The Hives es titula "The Hives - Introduir el sistema mètric en el temps".